# Lithostege bachmutensis
Lithostege bachmutensis är en fjärilsart som beskrevs av Louis Beethoven Prout 1938. Lithostege bachmutensis ingår i släktet Lithostege och familjen mätare. Inga underarter finns listade i Catalogue of Life.